# Piramidă pentagonală
În geometrie o piramidă pentagonală este o piramidă cu o bază pentagonală și cinci fețe laterale triunghiulare care se întâlnesc într-un punct (apexul). Ca orice piramidă, este autoduală.
Piramida pentagonală regulată are baza un pentagon regulat, iar fețele laterale sunt triunghiuri echilaterale. Este poliedrul Johnson J2.
Poate fi văzută drept „capacul” unui icosaedru; restul icosaedrului formând o piramidă pentagonală giroalungită, J11.
Mai general, se poate defini o piramidă pentagonală uniformă pe vârfuri, cu o bază pentagonală regulată și 5 fețe laterale în formă de triunghiuri isoscele de orice înălțime.

## Mărimi asociate
Piramida pentagonală poate fi văzută ca un „capac” al unui icosaedru regulat, restul icosaedrului formează o piramidă pentagonală giroalungită, J11. Pornind de la coordonatele carteziene ale icosaedrului, coordonatele carteziene ale piramidei pentagonale cu lungimea laturii de 2 pot fi deduse astfel:
{\displaystyle (1,0,\varphi ),\,(-1,0,\varphi ),\,(0,\varphi ,1),\,(\varphi ,1,0),(\varphi ,-1,0),(0,-\varphi ,1)}
unde {\displaystyle \varphi } este secțiunea de aur.
Înălțimea h, de la mijlocul bazei până la vârf a unei piramide pentagonale cu lungimea laturii a poate fi calculată astfel:
{\displaystyle h={\sqrt {\frac {5-{\sqrt {5}}}{10}}}\,a\approx 0,525731\,a\,.}
Aria A sa este aria bazei pentagonale plus de cinci ori aria unui triunghi:
{\displaystyle A={\sqrt {{\frac {5}{8}}\left(10+{\sqrt {5}}+{\sqrt {75+30{\sqrt {5}}}}\right)}}\,a^{2}\approx 3,885541\,a^{2}\,.}
Volumul său este:
{\displaystyle V={\frac {5+{\sqrt {5}}}{24}}\,a^{3}\approx 0,301503\,a^{3}\,.}

## Poliedre înrudite
| Piramide regulate | Piramide regulate | Piramide regulate | Piramide regulate | Piramide regulate | Piramide regulate | Piramide regulate | Piramide regulate | Piramide regulate |
| Digonală          | Triunghiulară     | Pătrată           | Pentagonală       | Hexagonală        | Heptagonală       | Octogonală        | Eneagonală        | Decagonală...     |
| Improprie         | Regulată          | Echilaterale      | Echilaterale      | Isoscele          | Isoscele          | Isoscele          | Isoscele          | Isoscele          |
| ----------------- | ----------------- | ----------------- | ----------------- | ----------------- | ----------------- | ----------------- | ----------------- | ----------------- |
|                   |                   |                   |                   |                   |                   |                   |                   |                   |
|                   |                   |                   |                   |                   |                   |                   |                   |                   |

Piramida pentagramică are aceeași aranjament al vârfurilor, dar baza sa este o pentagramă.
| Piramidă pentagramică (stelată) | Trunchiul pentagonal este o piramidă pentagonală cu apexul trunchiat | Partea din față a unui icosaedru este o piramidă pentagonală |